# رنتواینسدورف
رنتواینسدورف (به آلمانی: Rentweinsdorf) یک منطقهٔ مسکونی در آلمان است که در هاسبرگه واقع شده‌است.